# チネチッタ

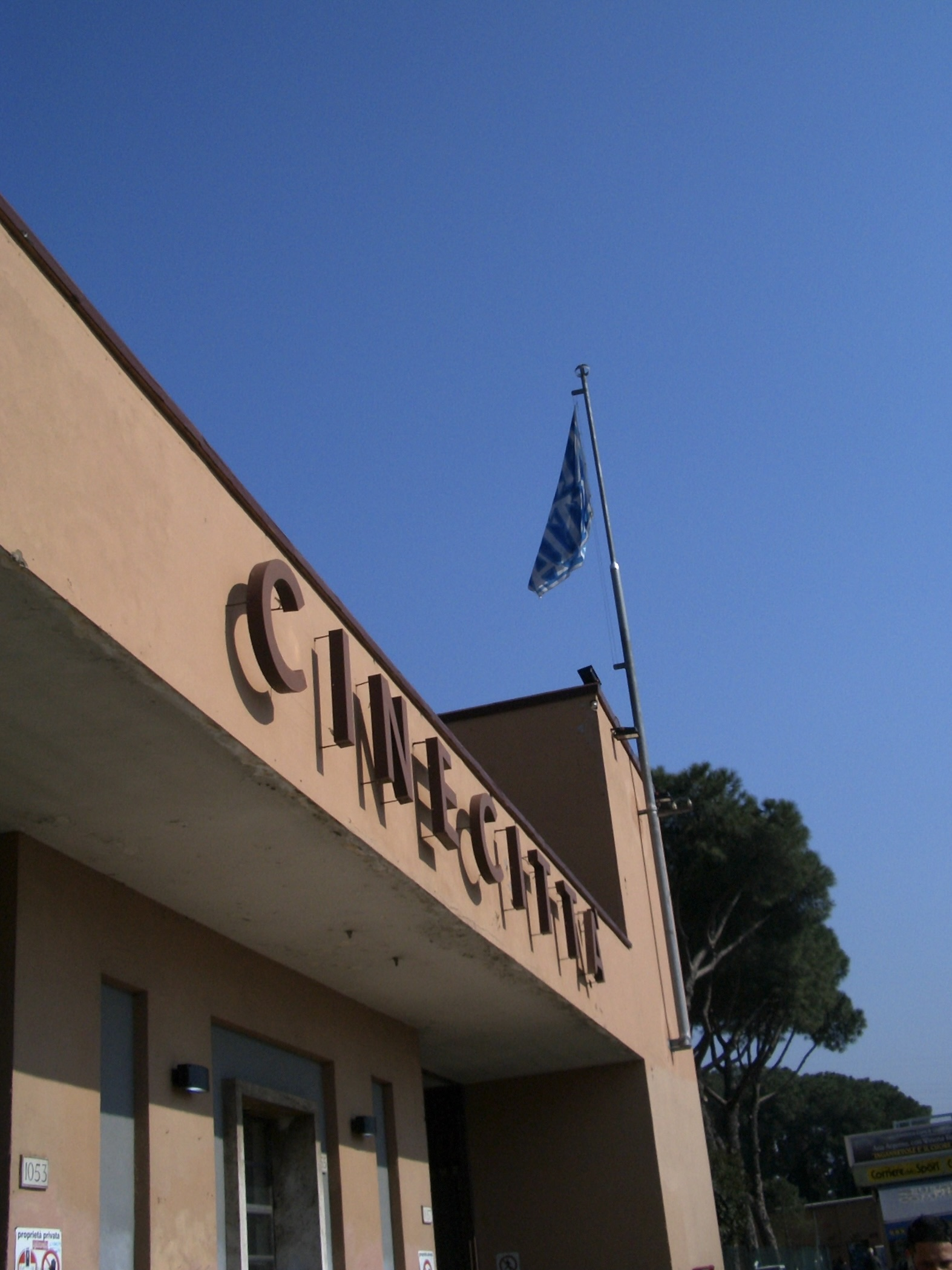
入り口

チネチッタ（Cinecittà）は、イタリア・ローマ郊外エウローパにある映画撮影所。イタリア語で映画を意味するcinemaと都市を意味するcittàを合わせた造語で、原義は「映画都市」。

## 概要

### ヨーロッパ最大級
1930年代に、イタリアの指導者のベニート・ムッソリーニ統領の下、イタリア初の大規模な映画撮影所として建設された。イタリア最大かつヨーロッパでも有数の映画撮影所であり、大規模な屋外セットやスタジオ、フィルム編集設備などが備えられている。
1935年には隣接してイタリア国立映画学校が設立されイタリアを代表する有名映画監督を輩出した他、日本人映画監督の増村保造がここで学んだことでも知られている。
第二次世界大戦中には連合国軍の空襲を受け一部破損したが、戦後はフェデリコ・フェリーニ監督 甘い生活, 「8 1/2」や ルキノ・ヴィスコンティ監督「白夜」など、1950年代から1960年代にかけてのイタリア映画のみならず「ベン・ハー」などアメリカ映画も撮影された。

### 国営化
1980年代には、イタリア映画の衰退を受けて収益が悪化し破産の危機に陥ったが、国営化されることで危機を乗り切った。なおこの前後に、フェデリコ・フェリーニがチネチッタそのものをテーマにしたドキュメンタリー的映画「インテルビスタ」を制作した。

### 現在
映画撮影に使用される機会こそ減ったものの、ローマ地下鉄A線の駅ができ、周辺に新興住宅街やオフィスビル、大規模なショッピングセンター「Cinecittà 2 Centri Commerciali」が建設されるなど賑わいを見せている。
2007年8月 所内で出火、約4000m2を焼いた。
テレビの収録に使われることも多く「カナーレ5」（Canale 5）の番組「グランデフラテッロ（Grande Fratello）」では、毎年収録や中継にチネチッタを利用している。
撮影所のため団体予約などの例外を除いて一般公開はされていなかったが、2011年4月29日から11月30日までの期間限定で初めて一般観光客に向けて公開された。主要スタジオへの立ち入りは不可能だが、展示会場がメイン棟に特設され、『ベン・ハー』や『クレオパトラ』『グラディエーター』などで作成された美術小道具や、『甘い生活』におけるマルチェロ・マストロヤンニとアニタ・エクバーグの着用した衣装、『戦争と平和』においてオードリー・ヘプバーンが着用した衣装、フェリーニ直筆の絵コンテや資料類などが展示されている。また、『ギャング・オブ・ニューヨーク』と『グラディエーター』などが撮影されたオープン・セットのガイドによる団体見学も行われた。

## 撮影された主な映画
- クォ・ヴァディス(1951年)
- ローマの休日(1953年)
- 道(1954年)
- 裸足の伯爵夫人(1954年)

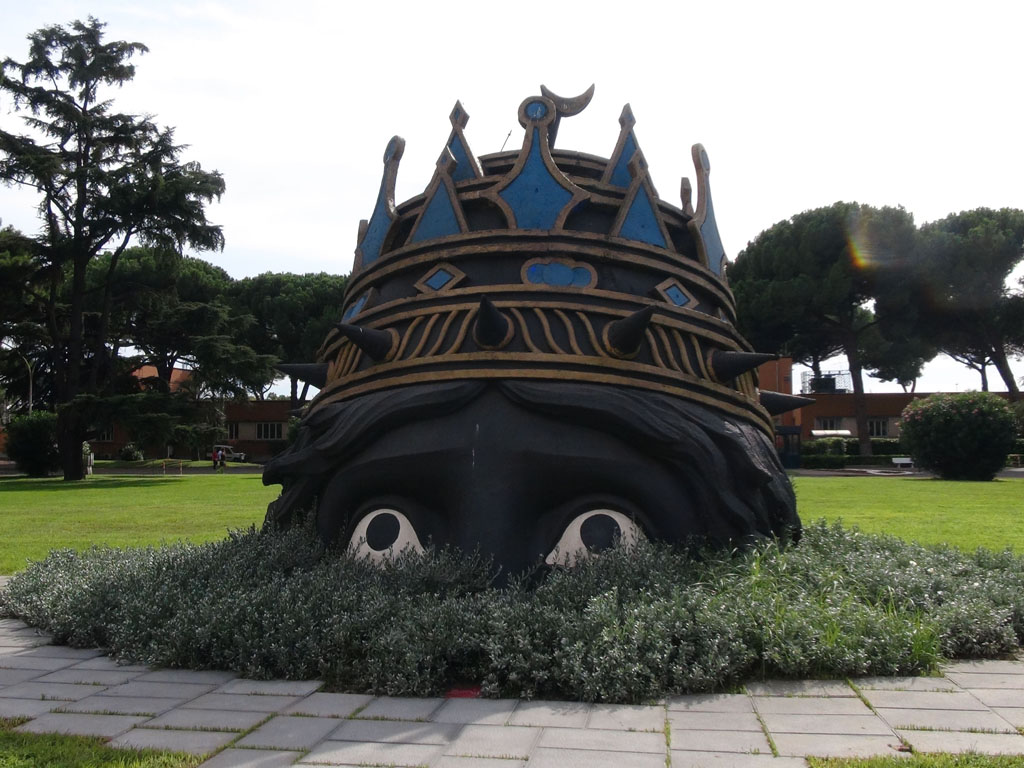
『カサノバ』の女神像頭部

- 蝶々夫人(1954年)日本・イタリア合作映画
- トロイのヘレン(1956年)
- 戦争と平和(1956年)
- 白夜(1957年)
- 静かなアメリカ人(1958年)
- ベン・ハー(1959年)
- 尼僧物語(1959年)
- 甘い生活(1960年)
- 8 1/2(1963年)
- クレオパトラ(1963年)
- 山猫(1963年)
- サテリコン(1969年)
- フェリーニのアマルコルド(1973年)
- 愛の嵐(1973年)
- カサノバ(1976年)
- インテルビスタ(1987年)
- ギャング・オブ・ニューヨーク(2002年)
- パッション(2004年)
- アマルフィ 女神の報酬(2009年)日本映画
- テルマエ・ロマエ(2012年)日本映画